# Río de Lanata
El río de Lanata (de etimología incierta) es un río de la comarca del Sobrarbe (provincia de Huesca, Aragón, España), afluente del río Cinca por la parte izquierda, que nace de la bajante meridional de la sierra Ferrera a poca distancia de la localidad de San Juan, en la parte norte de los alrededores de La Fueva, y circula en sentido sur-sudoeste unos 20 km recogiendo el agua de otros barrancos y torrentes que provienen de la misma sierra, hasta que desemboca en el embalse de Mediano a escasos metros por debajo del núcleo de Gerbe. También se le conoce como Las Natas, que se emplea más bien para referirse al congosto por el que este río atraviesa en su último tramo.
El vívero de Lanata se puede encontrar en la zona que se conoce como Espluga Escala, por una cueva habitable que en la bajante sur de la sierra Ferrera, por debajo del collado del Hueso Santo. Este espacio es accesible a pie desde San Juan y era el camino tradicional que se empleaba en las localidades que formaron parte del municipio de Toledo de Lanata (que trae el nombre del río), de entre San Victorián y la partida de Foradada del Toscar, para pasar hacia el valle de Espuña, en el que tenían acuerdo para talar madera.
En la actualidad, debido a la existencia del embalse de Mediano, la desembocadura de Lanata en el Cinca se encuentra muchos metros a lo alto de donde se hallaba antes. En los años que el nivel del embalse está alto, la desembocadura se sitúa justo debajo de Cherbe, a 8 o 10 metros de altitud por debajo de la localidad, la cual es el nivel más alto que alcanza el pantano. Sin embargo, antiguamente el río discurría pasando de largo y desembocaba en el Cinca en la ribera de Mediano.